# Tanyura geminata
Tanyura geminata är en tvåvingeart som beskrevs av Kim 1994. Tanyura geminata ingår i släktet Tanyura och familjen lövflugor. Inga underarter finns listade i Catalogue of Life.